# Robert Henze

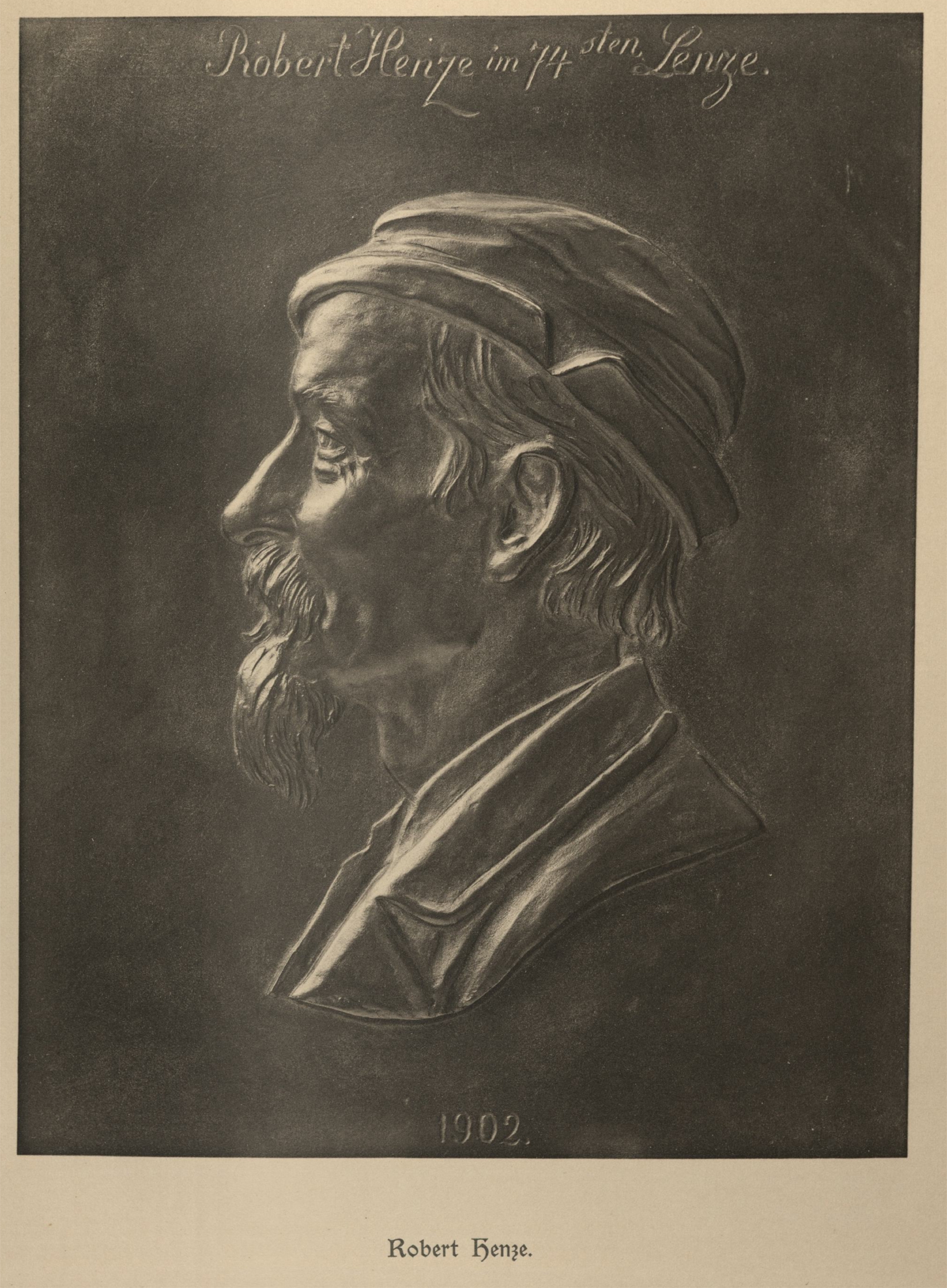
Bronzerelief (26:20 cm), Selbstbildnis 1902

Eduard Robert Henze (* 8. Juli 1827 in Dresden; † 3. April 1906 ebenda) war ein deutscher Bildhauer.

## Leben
Robert Henze war ein Sohn des Dresdner Schlossermeisters Johann Gottlieb Henze und dessen Ehefrau Amalie (geb. Gebhard). Er erlernte anfangs das Schlosserhandwerk, bewies aber ein großes Talent zum Zeichnen, sodass er ab 1856 die Dresdner Kunstakademie besuchte. Er wurde ein Schüler von Ernst Rietschel, der ihn 1858 in sein Atelier aufnahm. Nach dessen Tod wurde er bei Johannes Schilling und Ernst Hähnel zum Bildhauer ausgebildet. In den Jahren 1866 und 1867 ging er auf eine Studienreise nach Italien. Robert Henze wurde 1881 zum Ehrenmitglied der Dresdner Kunstakademie ernannt.
Er lebte zuletzt im Parterre des Hauses Chemnitzer Straße 39 (1945 zerstört) in der Südvorstadt, sein Atelier befand sich an der östlichen Parallelstraße im Haus Hohe Straße 54 in Dresden-Plauen.
Henze starb im Frühjahr 1906 in Dresden und wurde auf dem Alten Annenfriedhof beerdigt. Sein Grab galt als besonders erhaltenswert, war schließlich jedoch verfallen, und der von Henze selbst geschaffene Grabschmuck – eine entschwebende Psyche – ist nicht erhalten. Im Jahr 2011 erhielt das Grab einen neuen Stein.
Sein Sohn Friedrich Wolfgang Martin Henze war von 1921 bis 1938 Professor für Medizinische Chemie an der Universität Innsbruck.

## Porträt
Henzes Porträt findet sich auf einer Bronzemedaille aus dem Jahr 1902 (33,5 mm). Die Beschreibung der Vorderseite ist ROBERT HENZE <> * 8. JULI 1827. --- Bärtige Büste mit Kappe und Kleideransatz nach l. Auf der Rückseite finden sich die drei Zeilen SEINEN / FREUNDEN / 1902.
Im Stadtmuseum Dresden befindet sich ein Bronzerelief in der Größe 26 × 20 cm. Es ist ein Selbstbildnis von Robert Henze im Profil aus dem Jahr 1902 mit der Inschrift Robert Henze im 74sten Lenze. Es ist abgebildet im Werk von Dr. Georg Beutel: Bildnisse hervorragender Dresdner aus fünf Jahrhunderten, Dresden 1908.

## Werke

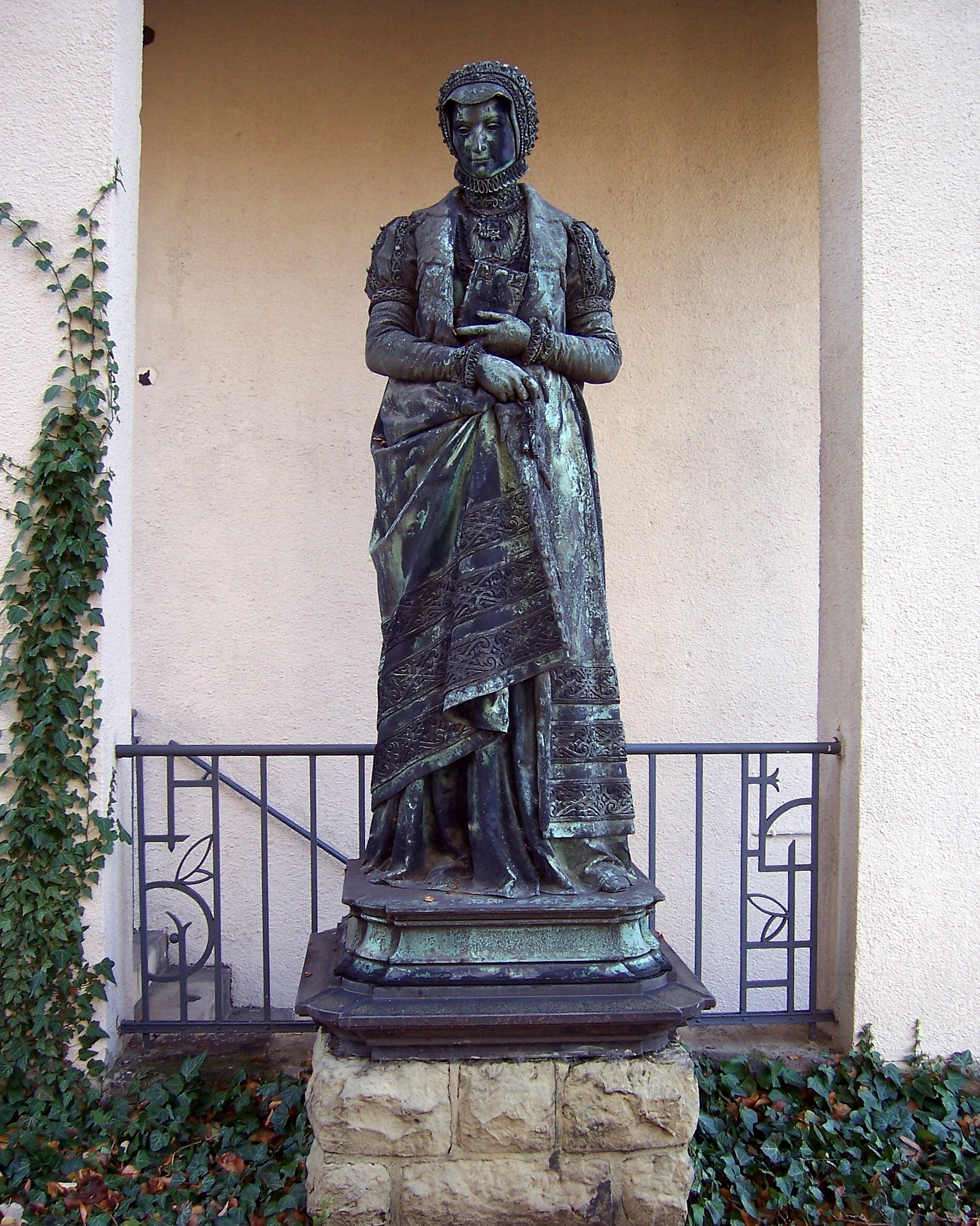
Bevor das von Robert Henze geschaffene Annendenkmal wieder vor die Annenkirche versetzt wurde, stand es auf dem Alten Annenfriedhof in Dresden.

Im Jahr 1863 (enthüllt am 23. April) erstellte Robert Henze die Brunnenstatue Heinrichs I. für die Stadt Meißen, deren Totaleindruck und sorgfältige Durchführung allgemeine Anerkennung fanden.
Es folgten das Modell der Erzstatue der „Mutter Anna“, Kurfürstin von Sachsen, die inzwischen wieder vor der restaurierten Annenkirche in Dresden am Freiberger Platz aufgestellt wurde, eine Germania für die Siegesfeier in Dresden 1871, ein Brunnenstandbild für Crimmitschau, das die gewerbtätige Stadt personifiziert, Entwürfe zu den Statuen der Fürsten der Wettinischen Dynastie für die Albrechtsburg in Meißen und die Erzstatue des Fürsten Wolfgang von Anhalt für Bernburg (Saale).
Henzes Hauptwerk war das marmorne Siegesdenkmal, das am 1. September 1880 auf dem Dresdner Altmarkt eingeweiht wurde. Das Denkmal stellte eine kolossale Germania dar, die, mit gekröntem Haupt, in der erhobenen Rechten das Banner haltend, mit der Linken sich auf den Schild stützte, während die vier das Postament umgebenden allegorischen Figuren den Frieden, die Wehrkraft, die Wissenschaft und die Religion darstellten. Das Germania-Denkmal wurde im Juni 1949 – noch vor Gründung der DDR – aus politischen Gründen zerstört. Der Kopf des Germania-Denkmals befindet sich im Dresdner Stadtmuseum.
Im Jahr 1885 entstand eine Bronzefigur der Unternehmerin Barbara Uthmann für die Stadt Annaberg, 1893 eine bronzene Büste des Adam Ries für dessen Denkmal ebenfalls in Annaberg. Letztere wurde 1943 eingeschmolzen. Eine Sandsteinkopie wurde 1953 aufgestellt, später wieder eingelagert und war nach erneuter Aufstellung Vandalismus ausgesetzt. Sie steht heute vor dem Adam-Ries-Museum.
Henze schuf aus französischem Kalkstein an der 1886 bis 1888 erbauten Dresdner Markuskirche die Figuren der Propheten Jeremia, Jesaja, Daniel und Ezechiel.
Bekannteste Werke Henzes sind die 1890 entstandenen Entwürfe von drei monumentalen Kupfertreibarbeiten für die Dresdner Kunstakademie an der Brühlschen Terrasse, Phantasos und Eros, sowie für die Glaskuppel des daran angeschlossenen Ausstellungsgebäudes eine 4,8 Meter hohe Fama. Der ausführende bekannte Kupfertreiber Hermann Howaldt kam 1891 bei den Arbeiten an der Fama durch einen tragischen Sturz vom Gerüst ums Leben. Die weitere Fertigstellung bis 1893 besorgte der Dresdner Bildhauer Paul Rinckleben.
1901/02 schuf er für die Gemeinde Plauen bei Dresden, in der er inzwischen seinen Wohnsitz hatte, für den reizvollen Müllerbrunnen die Figur des Müllerburschen.

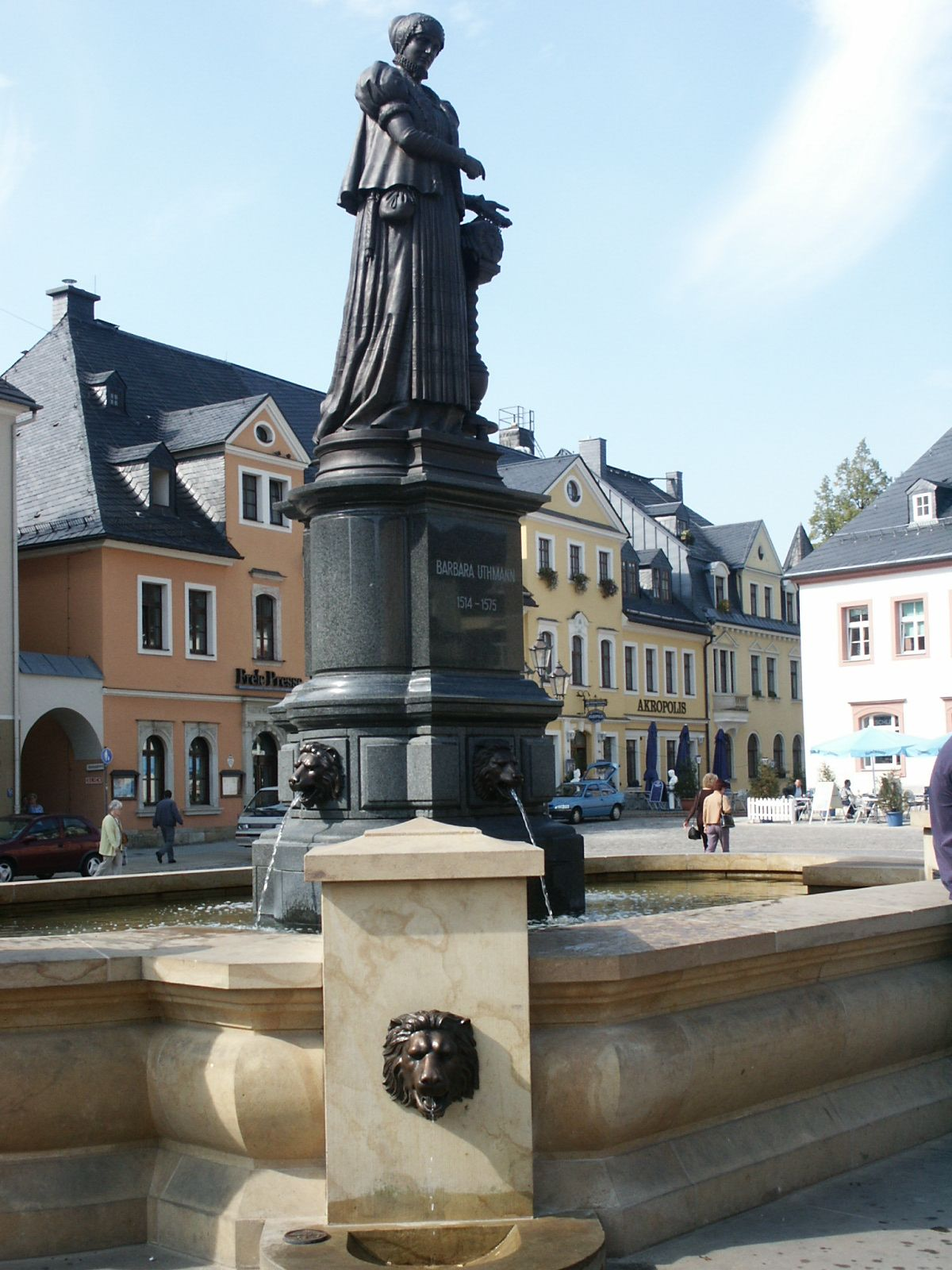
Uthmann-Brunnen in Annaberg (Rekonstruktion)
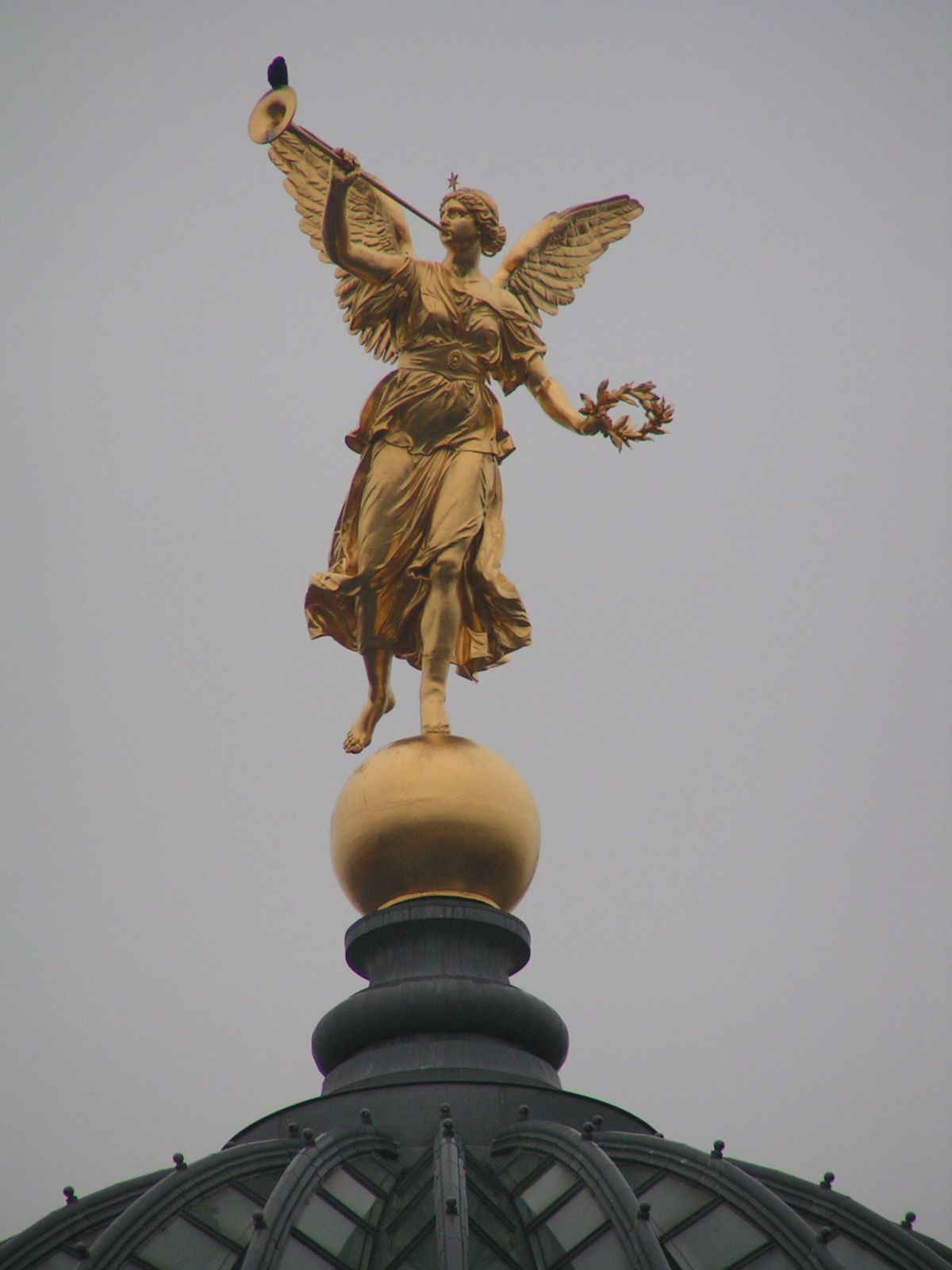
Fama, Kunstakademie Dresden
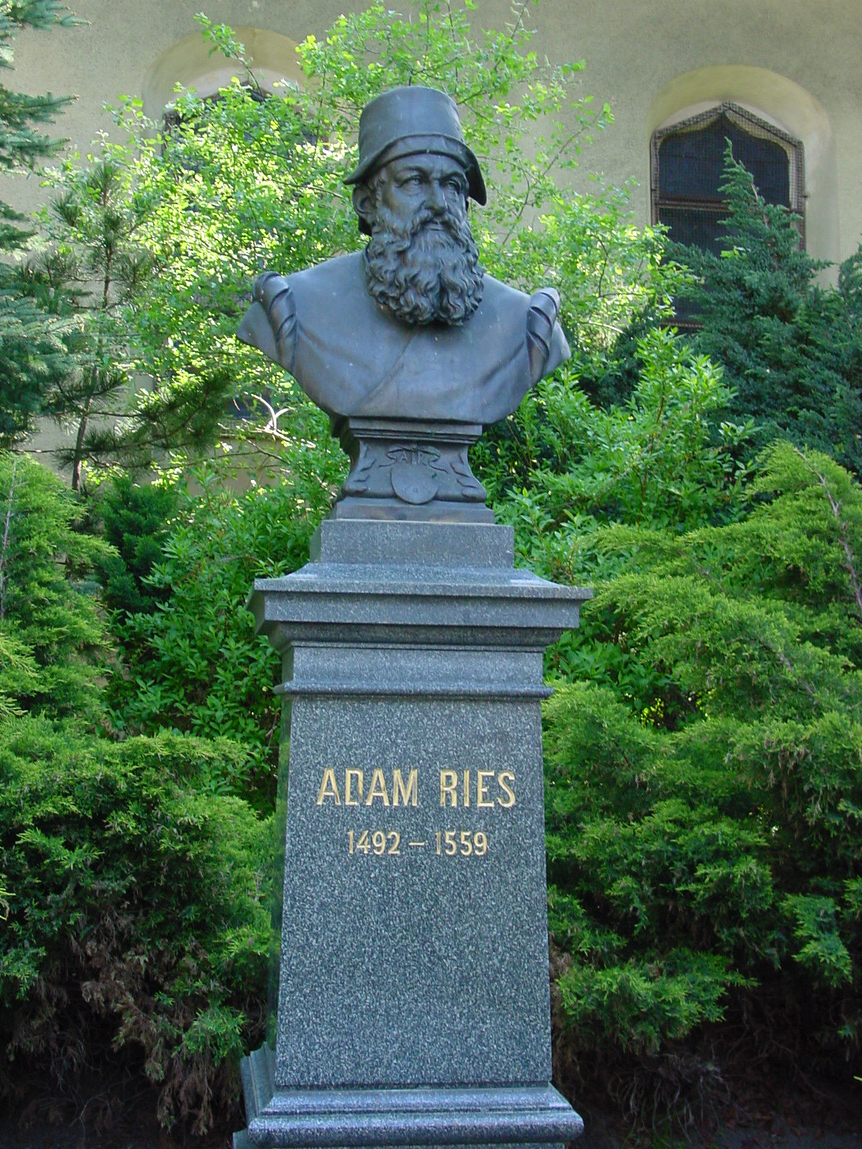
Adam-Ries-Denkmal an der St. Trinitatiskirche in Annaberg-Buchholz (Rekonstruktion; 2010 umgesetzt)
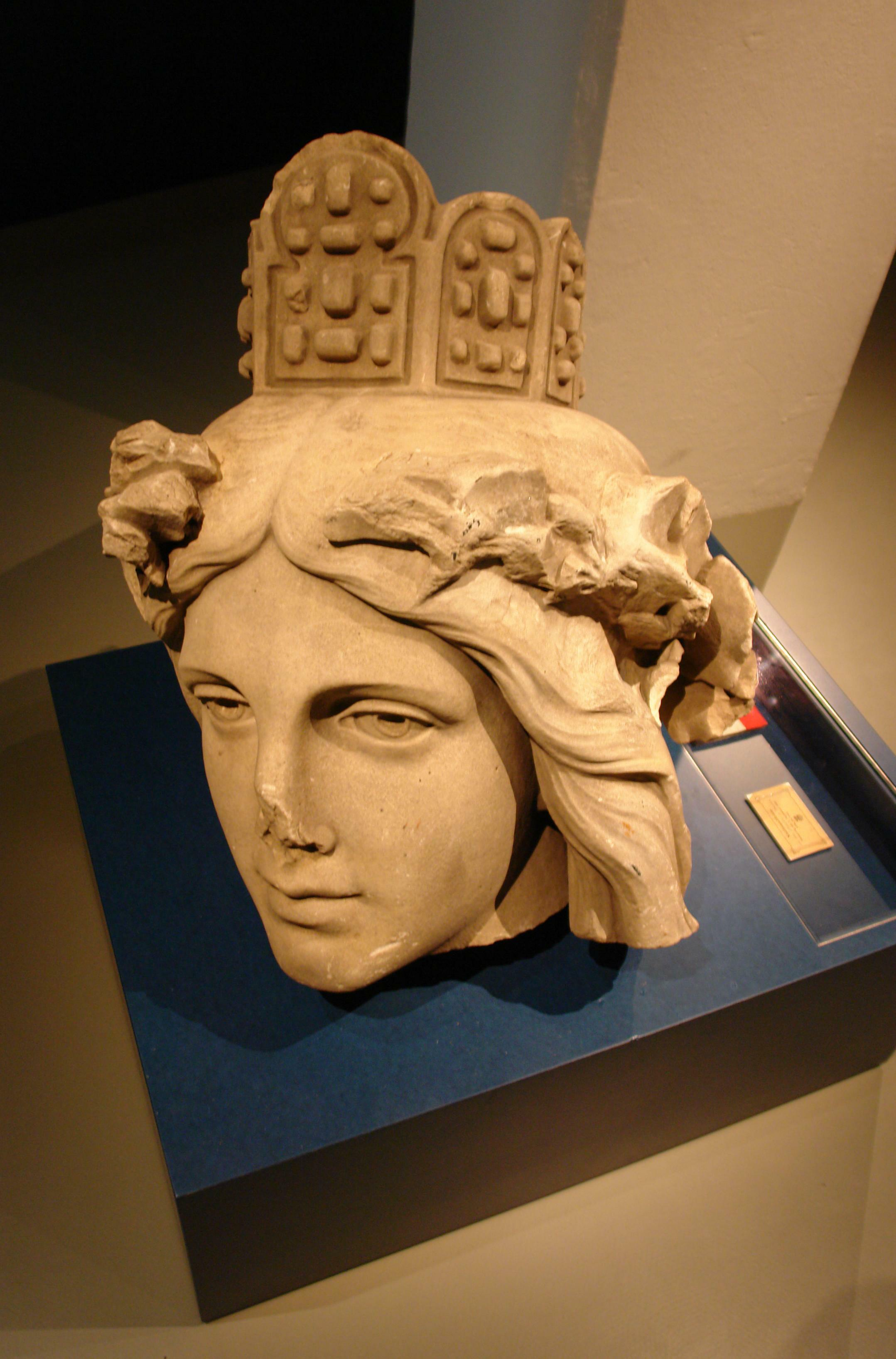
Kopf des ehemaligen Germania-Denkmals in Dresden
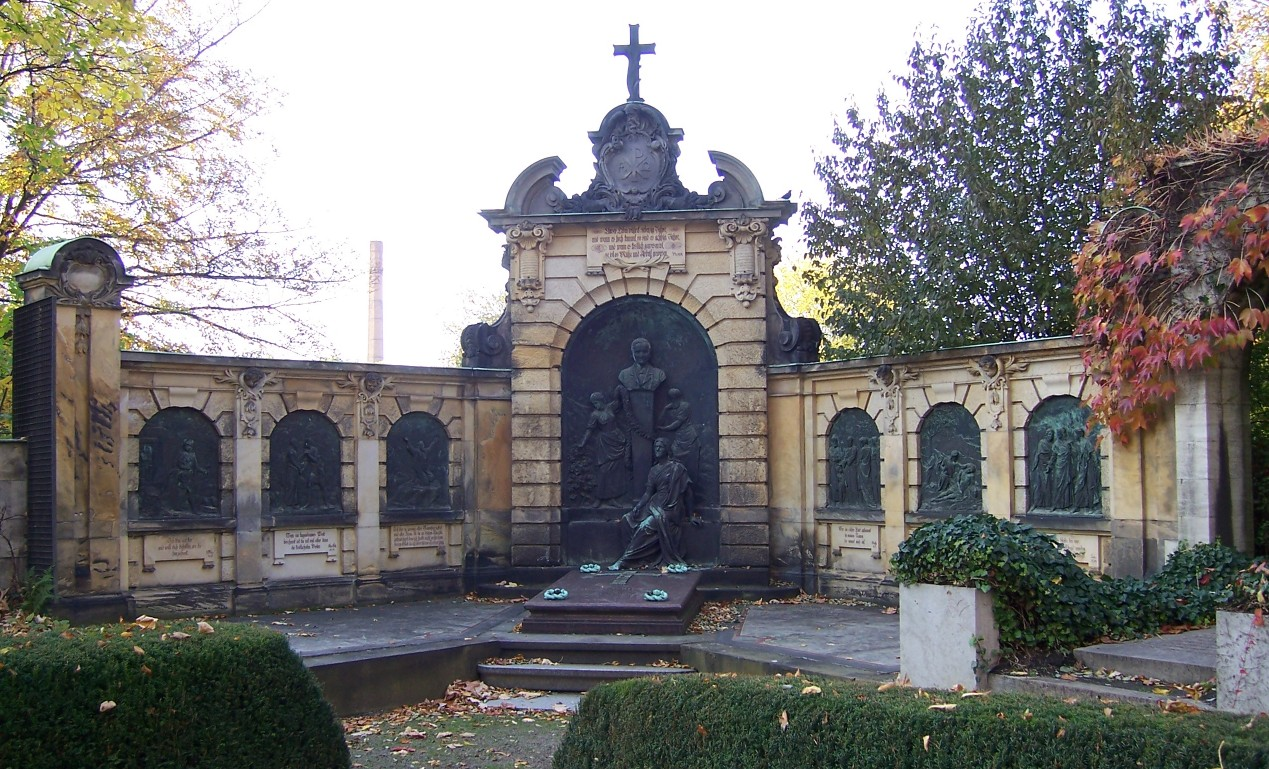
Reliefarbeiten von Henze an der Grabanlage des Großindustriellen Gottlieb Traugott Bienert in Dresden
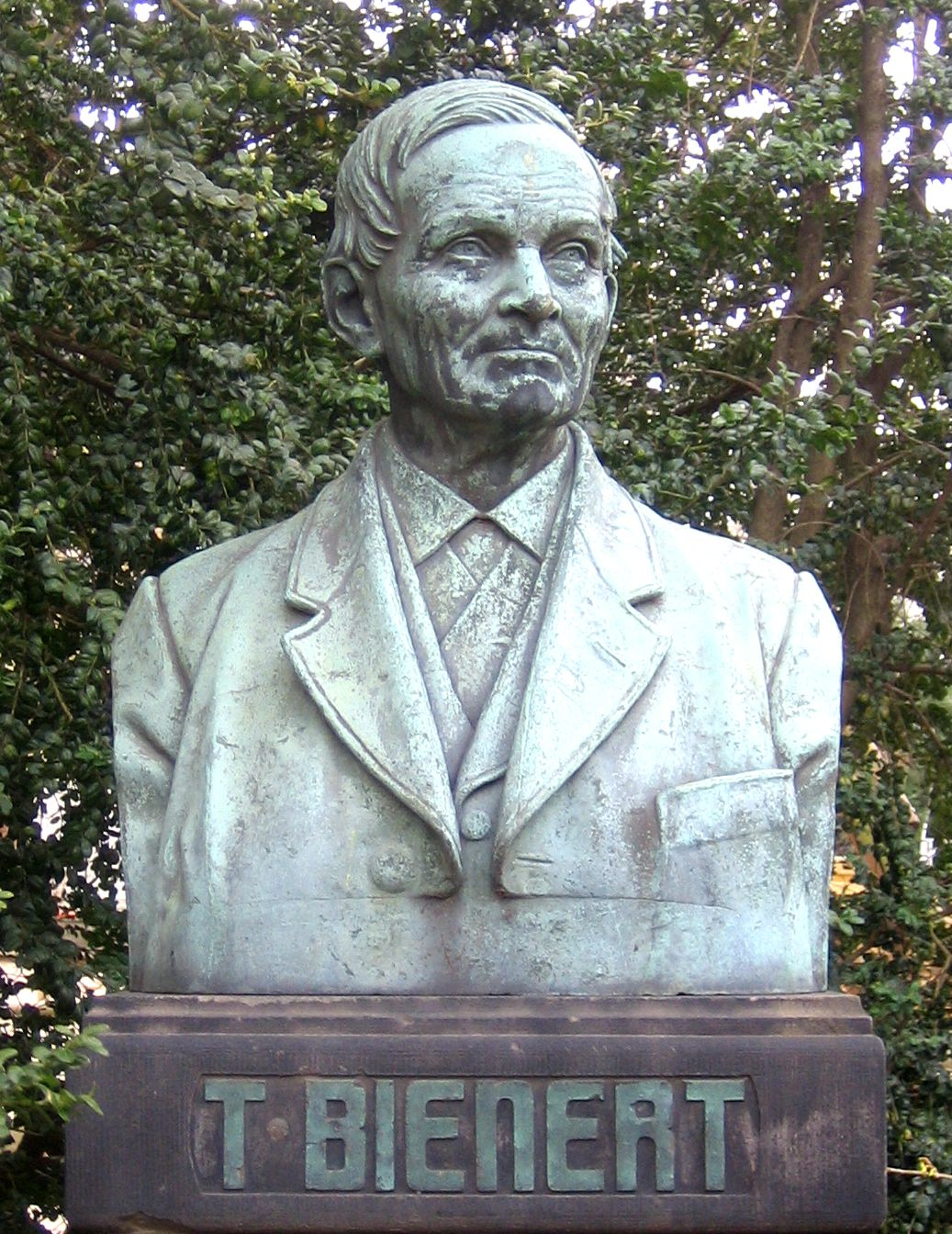
Bienert-Denkmal in Dresden
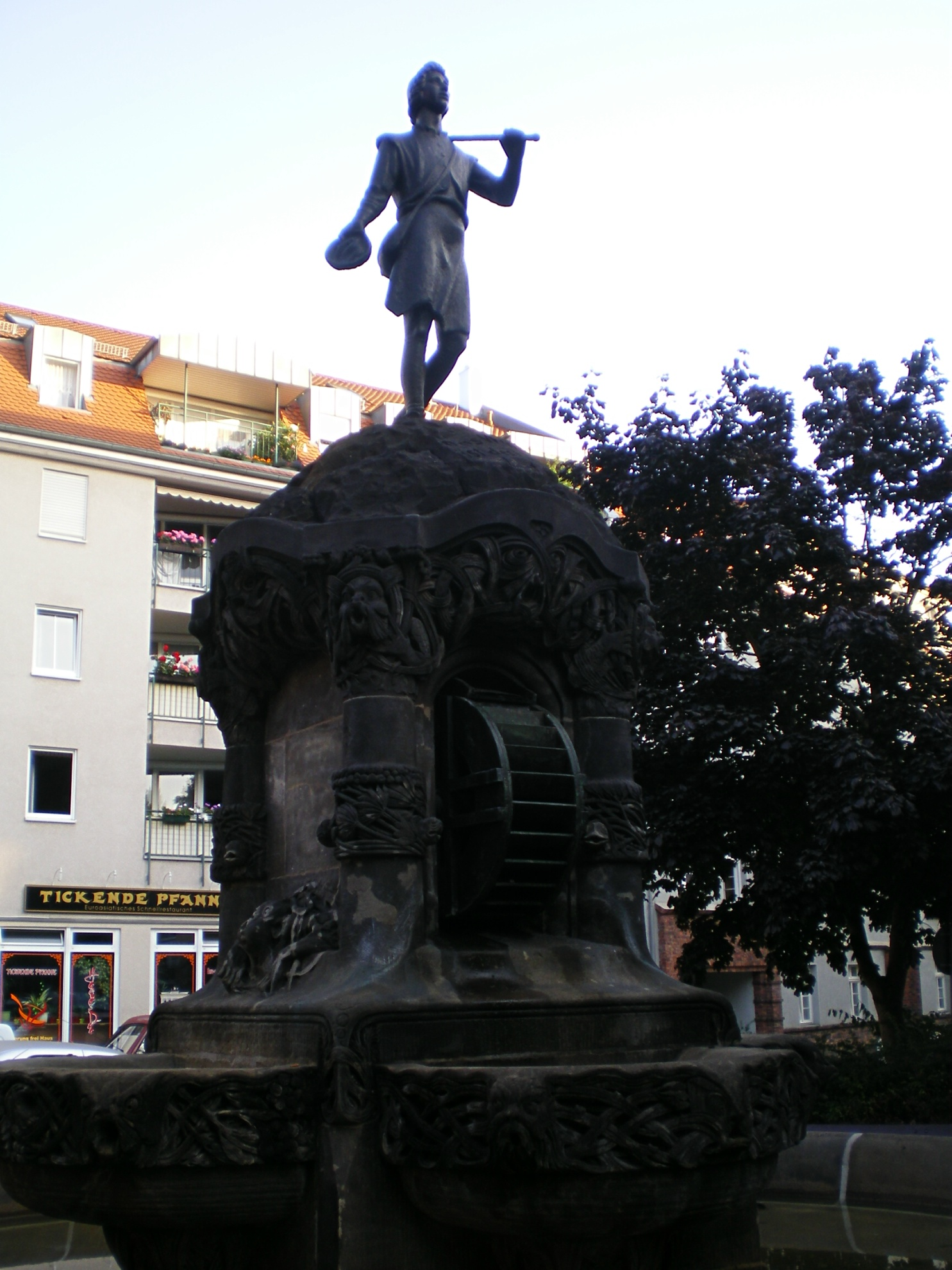
Müllerbrunnen mit Müllerbursche in Dresden-Plauen (Kopie von 1986, das Original wurde 1942 eingeschmolzen)
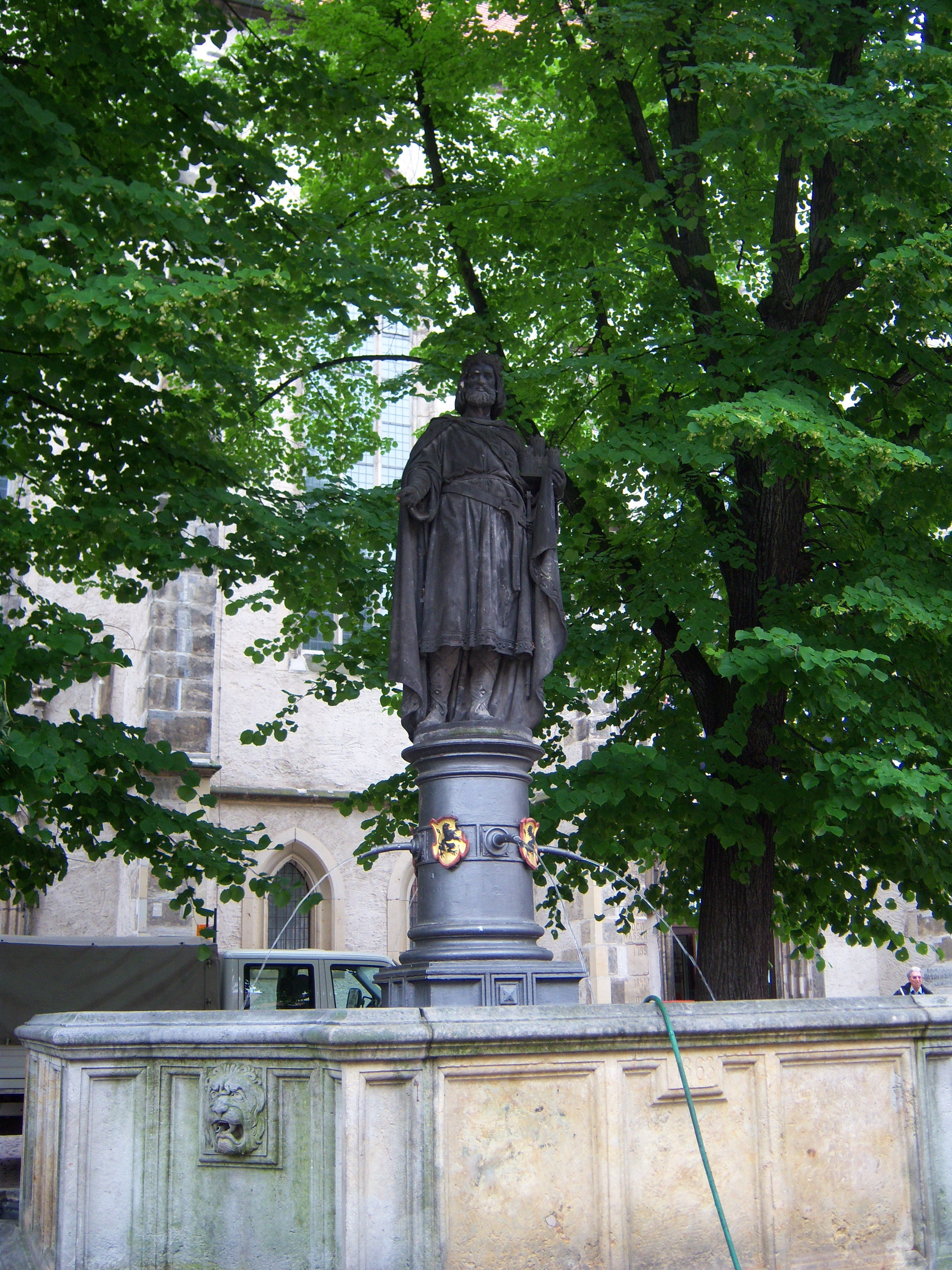
Heinrichsbrunnen in Meißen
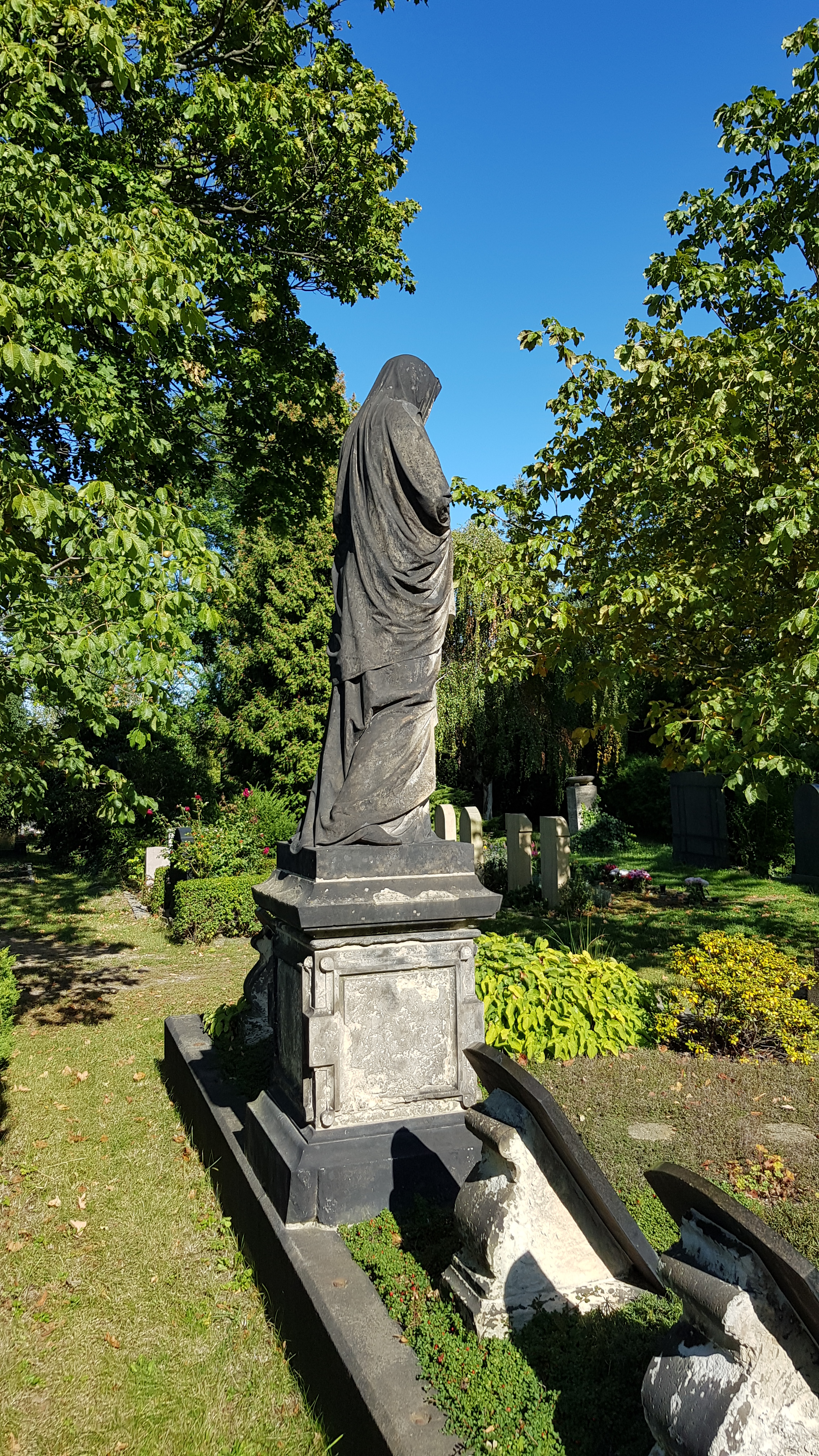
Grab der Familie Bernhardt auf dem Annenfriedhof in Dresden